# 常世
常世（とこよ）、かくりよ（隠世、幽世）とは、永久に変わらない神域。死後の世界でもあり、黄泉もそこにあるとされる。「永久」を意味し、古くは「常夜」とも表記した。日本神話や古神道や神道の重要な二律する世界観の一方であり、対義語として「現世（うつしよ）」がある。

## 概要
「常夜」と記した場合は、常に夜の世界であり、常夜という表記の意味から、死者の国や黄泉の国とも同一視される場合もある。ただし、折口信夫の論文『妣が国へ・常世へ』（1920年に発表）以降、特に「常世」と言った場合、海の彼方・または海中にあるとされる理想郷であり、マレビトの来訪によって富や知識、命や長寿や不老不死がもたらされる『異郷』であると定義されている。
古神道などでは、神籬（ひもろぎ）・磐座（いわくら）などの「場の様相」の変わる山海や森林や河川や大木・巨岩の先にある現実世界と異なる世界や神域をいう。

## 日本神話
『古事記』や『日本書紀』1書第6によると、大国主神とともに国造りを行なった少名毘古那神は国造りを終えた後に海の彼方にある常世の国に行ったという記述がある。
『万葉集』では、浦島太郎が行った竜宮城も常世と記され、現実の世界とは時間の流れが著しく違う。このことから不老不死の楽園を表すとされる。
『日本書紀』の天照大神から倭姫命への神託では、伊勢を常世の浪の重浪の帰する国（「常世之浪重浪歸國」）とある。

## 古神道・結界と禁足地
古神道の依り代とされる巨石・霊石や神木や鎮守の森などは、神の依り代であると同時に、神籬の「籬」は「垣」であり磐座は「磐境」ともいい、それぞれ「端境」を示している。
その境界の先は神域と考えられ、常世のことであり、沖ノ島などは社（やしろ）や鎮守の森だけでなく、島全体が神域となっていて禁足地である。鎮守の森や神社の広葉常緑樹の垣は、その常世との端境であると同時に結界でもあり、現世と常世の様々なものが簡単に行き来し、禍や厄災を招かないようにしていて、禁足地になっている場所も多い。
集落に繋がる道の辻に、石造の道祖神や祠や地蔵があるのは、道すがらや旅の安全の祈願祈念だけでなく、常世との端境にある結界の意味を持つ。
常夜という意味から、夕刻などの夜と昼の端境も常世と繋がると考えられ、「逢う魔時」といわれ、深夜なども深い静寂な夜は、常世と重なることから、現実には存在しない怪異のものが現れる時刻を、「丑三つ時」と呼び恐れた。

## 琉球神話
琉球神話には、これと類似する異界概念としてニライカナイがある。

## 和歌
紫式部 著『源氏物語』
第12帖「須磨」
- 心から常世を捨てて鳴く雁を雲のよそにも思ひけるかな
- 常世出でて旅の空なるかりがねも列に遅れぬほどぞなぐさむ
- あかりなくにかりの常世を立ち別れ花の都に道やまどはむ

第41帖「幻」
- なくなくも帰りにしかな仮の世はいづこもつひの常世ならぬに

## その他
- 日本の地名
  - 福島県喜多方市塩川町常世
  - 福島県東白川郡塙町常世北野
  - 福島県東白川郡塙町常世中野
- 日本人の姓氏・苗字のひとつ。常世氏。中国系渡来人常世連（赤染氏）の子孫、江戸時代には会津藩士にあった。常世長胤など。
- 常世岐姫神社 - 常世岐姫神を祀る神社。
- 中国古代国家"燕国”の別称。